# Emotional Freedom Technique
Pour les articles homonymes, voir EFT.
L'Emotional Freedom Techniques (littéralement : « Techniques de libération émotionnelle»), abrégée en EFT, se veut une « pratique psycho-corporelle et énergétique » fondée aux États-Unis en 1993 par un ingénieur américain du nom de Gary Craig. Elle dérive de la thérapie du champ mental.
Selon les nombreuses critiques émanant de la communauté scientifique, les études expérimentales concernant l'EFT sont insuffisantes pour déterminer l'efficacité d'une pratique considérée comme une pseudoscience,,,,,.

## Description
L’EFT prend sa source dans la TFT (Thought Field Therapy, Thérapie du champ mental), une technique établie par Roger Callahan, psychologue cognitiviste et hypnothérapeute spécialisé dans le domaine des phobies. Dans les années 1980, il étudie les méridiens chinois puis s'inspire des travaux du chiropracteur George j. Goodheart qui suppose une relation entre méridiens, organes et muscles qui le mèneront à la kinésiologie appliquée et de John Diamond qui suppose un lien entre émotions et méridiens.
Gary Craig crée l’EFT en 1993, après avoir suivi la formation de Callahan. À la recherche d'une technique utilisable par tous, il simplifie la TFT qui nécessite la présence d'un praticien afin d'établir un diagnostic avant d'utiliser les bons algorithmes. Il a l'idée de regrouper les 14 points présents dans les multiples algorithmes de la TFT pour en faire une seule et même séquence applicable par tous. En 2012, Gary Craig réduit sa séquence de base à seulement 8 points. Aux 7 premiers points de la séquence de base initiale est ajouté le point sur la tête défini par Michael Gandy, acupuncteur qui accompagnait les séminaires de Gary Craig pour tester les points utilisés.

## Présentation
L’EFT est une pratique dite « psychocorporelle » et « énergétique » visant à traiter des blocages émotionnels et à se libérer des émotions négatives en stimulant avec le bout des doigts des méridiens d'acupuncture. L'EFT est une technique qui fait partie des thérapies brèves,,.
L’EFT fait aux États-Unis l’objet d’études approfondies, notamment pour traiter les vétérans souffrant de stress post-traumatique (PTSD). Elle a été mise en œuvre pour aider les populations à surmonter les effets traumatiques de plusieurs catastrophes : séisme de 2010 à Haïti , ouragan Katrina, tsunami de 2011 au Japon[réf. nécessaire], etc.

## Controverses

### Multiples critiques de la méta-analyse de Feinstein
En 2008, l'American Psychological Association (APA) publie une méta-analyse de D. Feinstein, qui présente la « psychologie énergétique » telle que l'EFT comme une technique « extrêmement controversée », dont les promoteurs postulent des mécanismes d'action non vérifiés, et dont les premières revendication de vitesse et d'un pouvoir thérapeutique inhabituels ont largement dépassé les études empiriques initiales. Il estime cependant, après analyse des essais cliniques randomisés, que les « preuves sont encore préliminaires » mais que la psychologie énergétique a atteint le seuil minimal pour être désignée comme un traitement fondé sur des preuves en ce qui concerne certaines phobies et la non reprise de poids. Mais en 2009, l'APA publie une méta-analyse de D. L. McCaslin qui conclut que les allégations de D. Feinstein, après enquête plus approfondie, reposent sur une méthodologie présentant de « graves lacunes ». Selon McCaslin, les « petits succès » observés dans les thérapies comme l'EFT sont « potentiellement attribuables à des techniques cognitives et comportementales bien connues qui sont incluses avec la manipulation énergétique » et que « les psychologues et les chercheurs doivent être méfiants quant à la pratique de ces techniques, et doivent faire des efforts pour informer le public des effets nocifs des thérapies qui font la promotion de résultats miraculeux ».
Également en 2009, l'APA publie une méta-analyse de Pignotti et Thyer, critiquant le travail de D. Feinstein sur différents points : notamment, selon les auteurs, d'importantes études concernant la psychologie énergétique n'ont pas été incluses dans la méta-analyse de D.Feinstein, une étude incluse a été qualifiée abusivement d'essai clinique randomisé, une entreprise n'a pas divulgué ses liens avec la psychologie énergétique, etc.
Alors que D.Feinstein, dans sa réponse, indique qu'il évalue les « inexactitudes et biais » de leurs commentaires, et estime que l'échange avec eux reflète un affrontement de paradigme, une étude de 2010 sur le traitement de la toxicomanie fondé sur des preuves estime que la méta-analyse de Feinstein est « incomplète et trompeuse » et qu'elle est un exemple de méta-analyse mal réalisée.

### Autres études critiquées, pseudo-science, effet placebo
Elle est considérée en 2000 comme une pseudo-science par le Skeptical Inquirer. Le magazine scientifique Sciences et Avenir l'a présentée en 2011 comme une « thérapie en toc ».
En 2010, l'armée américaine produit un rapport  recommandant l'usage de l'EFT pour calmer facilement le stress des soldats.
En 2013, l'Australian Psychological Society publie un article de Gary M. Bakker, qui note que les partisans des pratiques de « psychologie énergétique » souhaitent obtenir le statut de « thérapie soutenue par des données empiriques » et offrir des réponses aux allégations de « pseudo-science » pour ce type de pratiques. Gary M. Bakker analyse deux méta-analyses majeures qui viennent d'être publiées et passent en revue les preuves recueillies pendant les 30 dernières années concernant ce genre de pratiques. Il conclut que le soutien empirique à ces pratiques est méthodologiquement faible et n'a pas pu démontrer un effet au-delà de l'effet placebo.
En 2018, l'université d’État de l’Ohio  publie une méta-analyse de l'un de ses étudiants, Jackie Musci, qui conclut que les études menées sur l'EFT ayant eu des résultats positifs sont en réalité défectueuses, par manque d'échantillons de taille suffisante, par manque de groupe témoin, de groupe placebo, de double-aveugle, etc. Selon Jackie Musci, bien que l'American Psychological Association n'ait pas approuvé l'EFT, de nombreux américains continuent à lui faire confiance. Cette erreur découle selon lui de plusieurs facteurs, notamment la non prise en compte de l'effet placebo : des patients croient tellement dans l'efficacité de l'EFT que le traitement fonctionne malgré tout. De plus, Jackie Musci, s'appuyant sur les résultats d'une étude, affirme que l'erreur provient également du fait que la répétition de messages positifs suffit à elle seule à expliquer un bienfait sur la santé mentale, tout comme dans les psychothérapies traditionnelles. En effet, selon l'étude qu'il mentionne, le groupe dans lequel les tapotements étaient effectués au mauvais endroit enregistrait la même diminution de la peur après traitement. Jackie Musci note également, entre autres, que les gens sont induits en erreur par des preuves anecdotiques, comme le fait que l'EFT puisse marcher pour un individu.
En 2019, une étude affirme que les « méta-analyses de l'EFT démontrent qu'il s'agit d'une pratique factuelle et que son efficacité contre l'anxiété, la dépression, les phobies et le SSPT est bien établie ». Il y est également précisé : « La recherche portant sur les améliorations physiologiques après une intervention EFT est limitée ; cependant, cette étude s'ajoute au corps de la littérature et suggère que l'EFT améliore simultanément un large éventail de marqueurs de santé dans plusieurs systèmes physiologiques ».
En réponse à une revue de littérature de D.Feinstein sur la « Stimulation Manuelle des Points d'Acupuncture », publiée en 2023 dans le Journal of Psychotherapy Integration, Cassandra L. Bonessa, Rory Pfundb, et David F. Tolin publient, dans le même journal, une analyse critique de 3 méta-analyses mises en avant par cette étude. En reprenant les critères d'analyse de l'AMSTAR2, ils arrivent à la conclusion que ces dernières ont été mal menées et que leur qualité est "Critically low". Les 3 chercheurs qualifient l'EFT de pseudo-science et de "canard en plastique insubmersible".

### Critiques des études utilisées par la SAMHSA
En mars 2016, Forbes note que la SAMHSA, agence américaine qui supervise les services de santé mentale, a récemment rajouté le TFT (pratique dont découle l'EFT) à son registre national des programmes et pratiques fondés sur des preuves. Forbes y voit une preuve supplémentaire que la SAMHSA doit être entièrement refondée.
Selon Scott O. Lilienfeld, professeur de psychologie à l'Université Emory, la SAMHSA n'a examiné que trois études concernant le TFT, dont l'une n'a pas été évaluée par les pairs et les deux autres ont été publiées dans des « revues obscures ». L'une des deux études publiée a été réalisée au Rwanda avec les survivants du génocide qui présentaient un trouble de stress post-traumatique. Selon Lilienfeld, les deux études publiées montrent que la TFT peut aider les gens à se sentir mieux, mais ne montrent pas en quoi cela serait spécifique : le groupe témoin n'ayant pas été traité par TFT n'a pas reçu de traitement du tout. Forbes estime qu'il aurait fallu que ce groupe ait une séance avec un thérapeute rassurant qui fasse les chants, parler des souvenirs, etc, tout sauf le tapotement sur les méridiens,.